# Ци Синь
Ци Синь (кит. 齐心; род. 3 ноября 1926 года) — китайская писательница, жена Си Чжунсюня, мать Си Цзиньпина, нынешнего китайского лидера.

## Биография
Ци Синь родилась 3 ноября 1926 года. Её отец Ци Чанчжи, был главой юридического бюро армии. В 1938 году Ци поступила в среднюю школу для девочек. Зимой 1939 года, в возрасте 13 лет, она вступила в Коммунистическую партию Китая.
В апреле 1944 года Ци вышла замуж, в этом браке родились 2 дочери и 2 сына.